# Vi är inte här förgäves
Vi är inte här förgäves (finska: Turhaan ette tänne tulleet) är en finländsk psalm med text och musik skriven 1990 av författaren och tonsättare Pekka Simojoki. Psalmen gavs ut i psalmhäftet Sånger för mässan (Messulauluja) 2000, som var tänkt att användas till Tomasmässan. 1998 översattes psalmen till svenska av prästen och tonsättaren Per Harling. Textens första vers bygger på Matteusevangeliet 7:7-8, andra versen på Matteusevangeliet 18:20 och tredje versen på Psaltaren 145:14.

## Publicerad i
- Verbums psalmbokstillägg 2003 som nummer 794 under rubriken "Pilgrimsvandring".[1]
- I Guds vind.[1]